# Pontoporeia femorata
Pontoporeia femorata är en kräftdjursart som beskrevs av Henrik Nikolai Krøyer 1842. Pontoporeia femorata ingår i släktet Pontoporeia och familjen Pontoporeiidae. Arten är små kräftdjur som lever nergrävda i mjuka bottnar från ett par meters djup ned till 70 meter. De äter plankton som fallit till botten, och är viktiga som föda för fiskar och andra kräftdjur. Den finns i hela Östersjön, nedgrävda på djupa, mjuka bottnar. Arten är reproducerande i Sverige.
Inga underarter finns listade i Catalogue of Life.